# Albrecht Mertz von Quirnheim
Albrecht Ritter Mertz von Quirnheim (25. marts 1905 – 21. juli 1944) var en tysk officer og deltager i modstanden mod Hitler. Han medvirkede i 20. juli-attentatet og blev henrettet.